# Belliqueuse
 (janvier 2020).
La Belliqueuse est une corvette cuirassée de 2e classe construite à l'arsenal de Toulon entre 1863 et 1866 pour la Marine nationale française.
Elle fut la dernière construite, après la classe Provence, des cuirassés à coque en fer.

## Conception
La Belliqueuse est une corvette à coque bois qui fut dessinée par Dupuy de Lôme, ingénieur maritime et homme politique français. Elle portait un blindage en fer forgé en ceinture complète (du pont-batterie à 1,40 m sous l'eau) avec un éperon de bronze immergé à 3 mètres sous l'eau.
C'était un trois-mâts barque avec une voilure de 1 450 m2 muni d'une machine à vapeur à une seule cheminée.
En cours de service une modification de son armement fut faite, en modernisant ces pièces d'artillerie et en ajoutant des canons-revolvers de petit calibre.

## Histoire
Le 22 décembre 1866, la Belliqueuse rejoint le port de Brest. Elle sera le premier bâtiment de ce type à partir en campagne loin de son port d'attache. Passant le Cap Horn, elle devient le navire-amiral de la division navale du Pacifique, sous le commandement du contre-amiral Jérôme-Hyacinthe Penhoat (1812-1882).
De 1868 à 1869, elle accomplit une mission au Japon puis revient en France par l'océan Indien, réalisant un tour du monde. Elle fait escale à Saint-Denis de La Réunion, à Mayotte et Mohéli, puis Zanzibar.
Elle arrive à Brest le 26 mai 1869.
De 1870 à 1872, elle sillonne la Méditerranée. Puis elle part rejoindre la Division de Chine et du Japon jusqu'en 1874.
Le 3 mai 1886, elle est rayée des listes de service et sert comme bateau-cible. En 1889, elle sera vendue pour démolition.

### Sources
- (en) Cet article est partiellement ou en totalité issu de l’article de Wikipédia en anglais intitulé « French ironclad Belliqueuse » (voir la liste des auteurs).